# بروك غرينغر
بروك غرينغر (بالإنجليزية: Brock Granger)‏ هو لاعب كرة قدم أمريكي، ولد في 10 مارس 1991 في هونولولو في الولايات المتحدة. لعب مع فينيكس راسينغ.

## وصلات خارجية
- بروك غرينغر على موقع قاعدة بيانات كرة القدم.إي يو (الإنجليزية)